# Сільське господарство Азербайджану

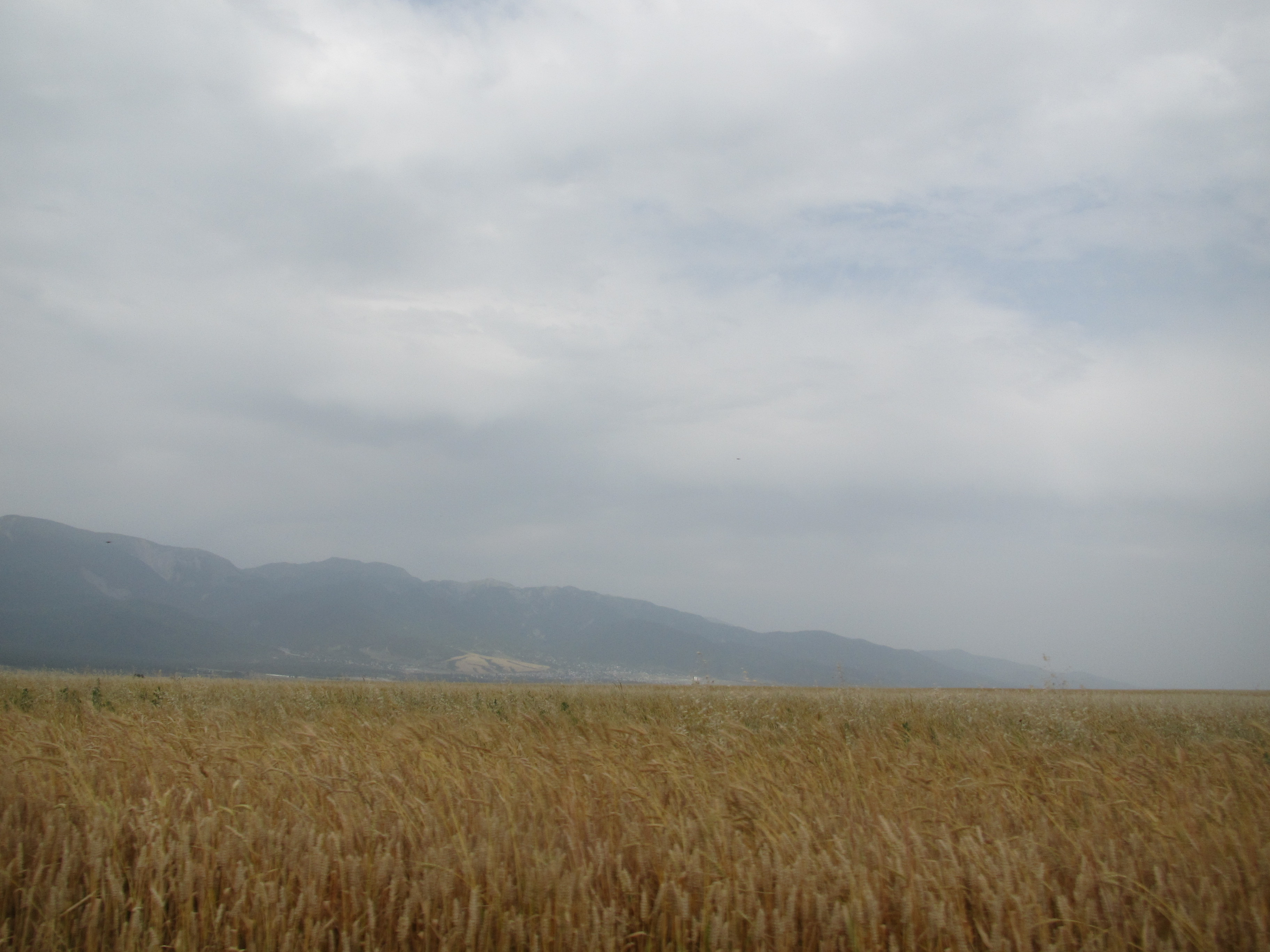
Пшеничне поле у Азербайджані.

Сільське́ господа́рство Азербайджа́ну — одна з галузей економіки Азербайджану.
У Азербайджані вирощують виноград, бавовну, тютюн, цитрусові і овочі. Менше, але відчутне, місце посідає тваринництво.

## Історія
Землеробство і скотарство виникли на території Азербайджану за неолітичного періоду. У епоху енеоліту вони стали основою господарства родових общин. У першій половині 1-го тисячоліття до н. е. почалося винекнення держав на території Азербайджану. Одним з них було Атропатена, що виникло наприкінці 4 ст. до н. е., у якому інтенсивно розвивалося сільське господарство.
У перших століттях нашої ери на території Азербайджану відбувався процес інтенсивного розвитку землеробства, скотарства, розведення винограду, плодових культур, баштану. У 3-5 століттях склалися феодальні відносини, селяни виплачували продуктову ренту феодалам. До середини 3 століття південь Азербайджану було підкорено Сасанідами. Наприкінці 5 — початку 6 століть на залежній від них території Азербайджану, як і у Ірані, розповсюдився Маздакітський рух, що представляв зокрема протест проти феодальної залежності.
У 5-7 століттях ширше почали використовувати плодоносні землі та впроваджувати штучне зрошування.
У 9-10 століттях на території Азербайджану виникла низка феодальних держав. Відбулося посилення феодальної залежності селян. У середині 11 століття Азербайджан зазнав нападу тюркомовних племен, очолених династією Сельджуків, що призвело до занепаду господарства осілого населення. З послабленням влади Сельджуків у 12 столітті відбувся новий підйом сільського господарства.
У 1230-х роках Азербайджан було завойовано монголо-татарами. На завойованих територіях утвориллася держава Хулауїдів. За їхньої влади, що тривала до 1360-х — 1370-х років, було знищено зрошувальні канали, плодоносні ниви перетворені на пасовища. Сільське господарство занепало.
В середині 16 століття весь Азербайджан входив до складу держави Сефевидів. Знову почали оброблятися орні землі, було відновлено зрошувальні системи.
У 2-й половині 18 століття на території Азербайджану існувало близько 15 держав — ханств. Вся земля формально вважалася власністю ханів, але фактично більша її частина перебувала у власності світських феодалів — беків і агаларів. Частина земель належала релігійним установам. Великими землевласниками були також знать кочових племен. Основну масу селян становили прикріплені до землі райяти. Менш чисельну групу селян становили ранджбари — особисто-залежні селяни, що не мали власного господарства. Крім того, були зляти — кочовики-скотарі, що залежали від кочової знаті

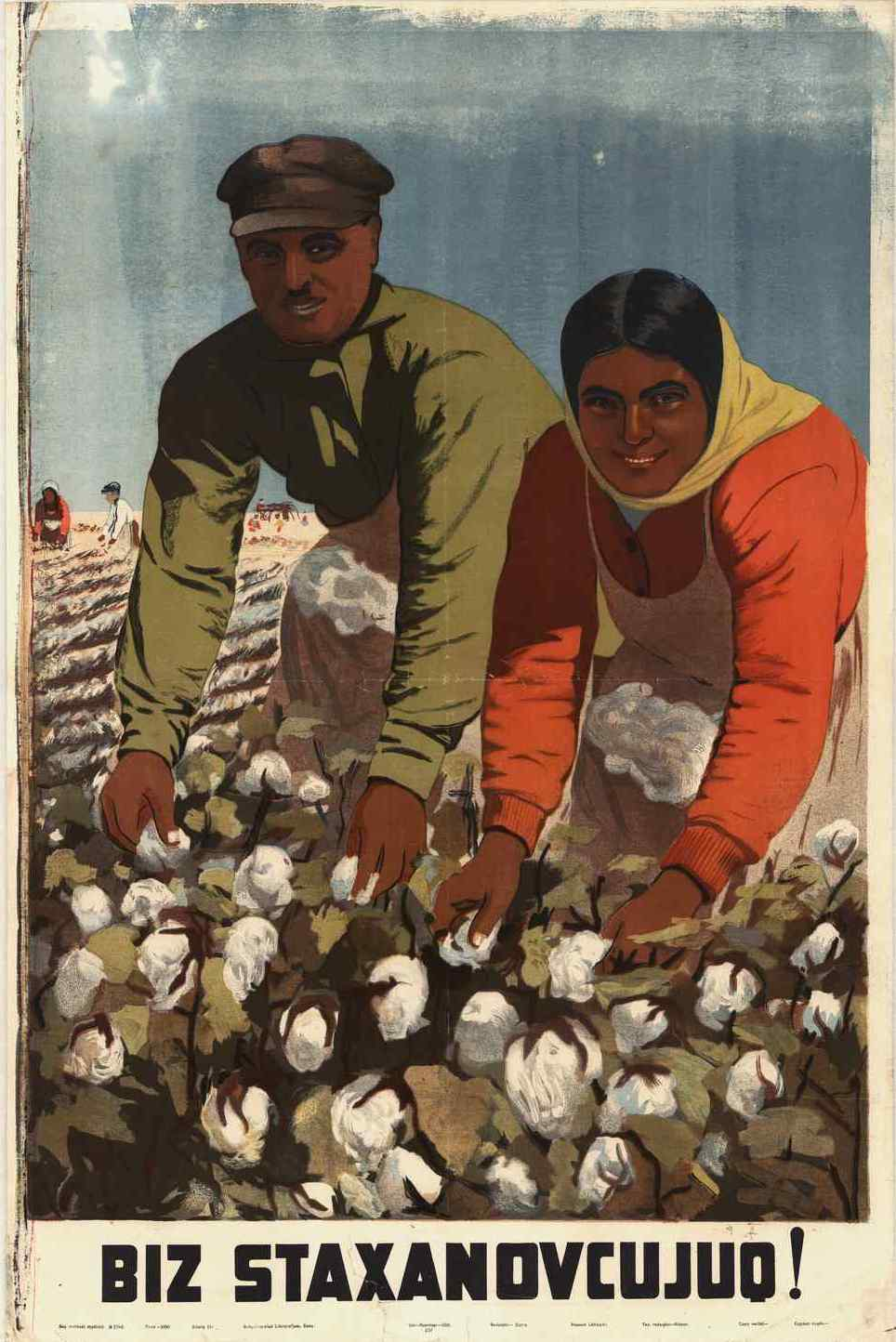
Радянський агітаційний плакат 1936 року.

Після приєднання Азербайджану до Російської імперії, феодальні відносини у ньому збереглися. У 1870 році було проведено селянську реформу.
Незважаючи на розвиток промисловості наприкінці 19 століття, Азербайджан залишався переважно сільськогосподарським краєм.
У 1900-х роках у Азербайджані нараховувалося 330 тисяч дрібних селянських господарств. В період Першої світової війни значно скоротилися посівні площі під сільськогосподарськими культурами, особливо під бавовником.
Після встановлення в Азербайджані радянського режиму у колишніх власників було конфісковано 1300 тис. десятин землі. До 1940 року 99 % селянських господарств було занесено у колгоспи.
У 1967 році у валовому продукті на сільське господарство припадало 14,9 %, в республіці було 1 095 колгоспів і 305 радгоспів. Площа зрошуваних земель становила 1 088 тисяч га. Тваринництво давало 25 % прибутків колгоспів і радгоспів.
У 1990-х роках У Азербайджані вирощували виноград, бавовну, тютюн, цитрусові і овочі. Перші три види продукції становили більше половини від загального обсягу виробництва, а на останні два в сукупності припадало ще 30 %. Тваринництво, виробництво молочних продуктів, а також вина також є важливими продуктами сільського господарства.

## Рослинництво
| Культури                       | Роки  | Роки | Роки  | Роки  | Роки  | Роки                              | Роки | Роки |
| Культури                       | 1913  | 1940 | 1950  | 1967  | 1975  | 2018 en:Agriculture_in_Azerbaijan |      |      |
| пшениця                        | 314   | 298  | 308   | 541   | 629   | 2000                              |      |      |
| кукурудза                      | 4     | 10   | 17    | 22    | н. д. | 247                               |      |      |
| бавовна-сирець                 | 64    | 154  | 284   | 333   | 450   | 233                               |      |      |
| тютюн                          | 1     | 5,4  | 8,1   | 20,8  | н. д. |                                   |      |      |
| картопля                       | 38    | 82   | 119   | 122   | н. д. |                                   |      |      |
| овочі                          | н. д. | 63   | 67    | 363   | 604   |                                   |      |      |
| виноград                       | н. д. | 81   | н. д. | н. д. | 706   |                                   |      |      |
| чайне листя                    | н. д. | 0,24 | н. д. | н. д. | 13,1  |                                   |      |      |
| Примітки. н. д. — немає даних. |       |      |       |       |       |                                   |      |      |

## Тваринництво
| Види тварин          | Роки | Роки | Роки | Роки | Роки | Роки | Роки | Роки | Роки | Роки |
| Види тварин          | 1916 | 1941 | 1951 | 1968 |      |      |      |      |      |      |
| Велика рогата худоба | 1397 | 1357 | 1248 | 1679 |      |      |      |      |      |      |
| Свині                | 31   | 120  | 73   | 101  |      |      |      |      |      |      |